# Jim Justice

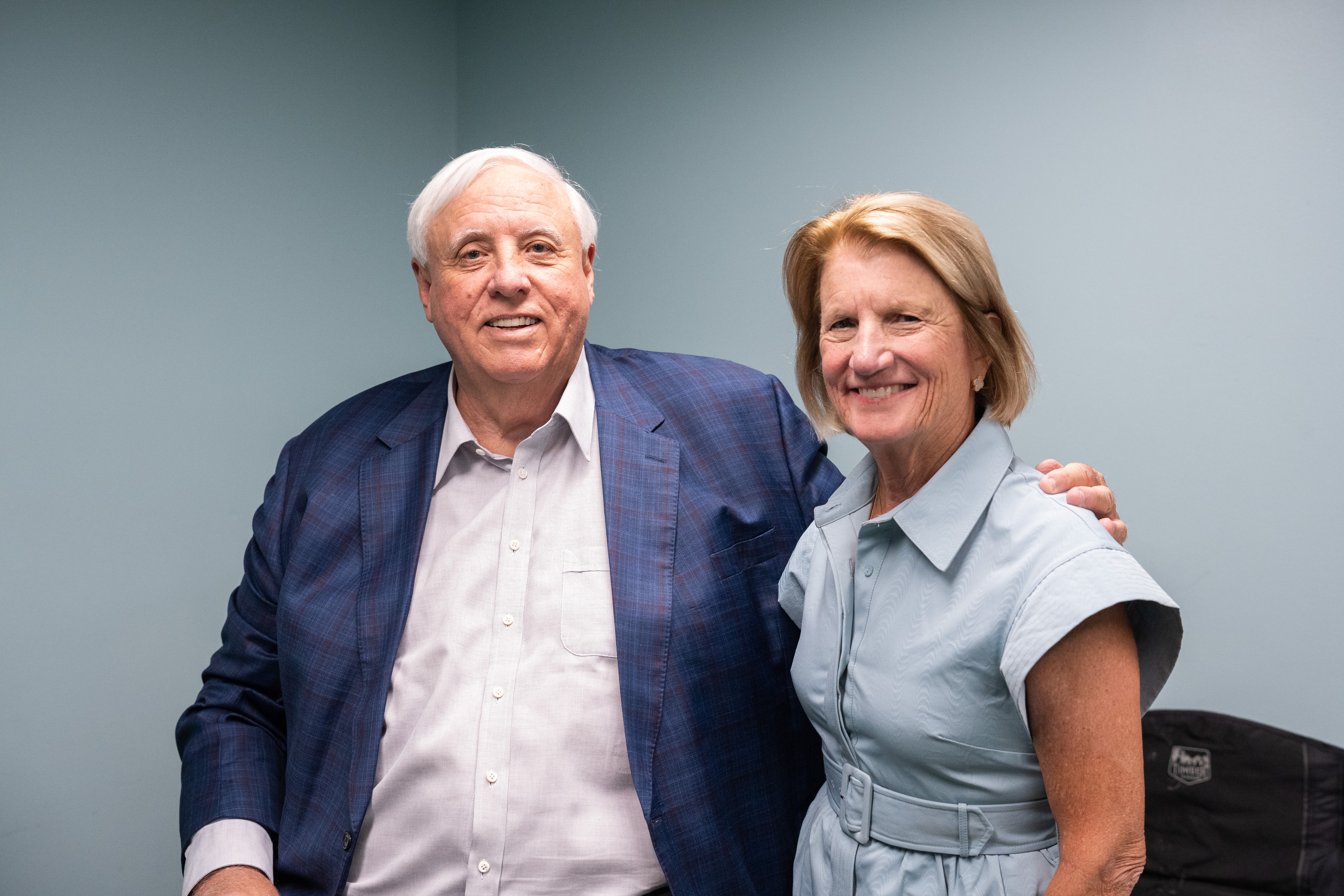
Jim Justice (2024)

James Conley „Jim“ Justice II (* 27. April 1951 in Charleston, West Virginia) ist ein US-amerikanischer Unternehmer und Politiker der Republikanischen Partei. Er war von 2017 bis 2025 Gouverneur von West Virginia. Seit 2025 vertritt er diesen Bundesstaat im Senat der Vereinigten Staaten.

## Leben
Jim Justices Eltern waren sein gleichnamiger Vater James Conley Justice und Edna Ruth Perry Justice. Jim Justice studierte an der Marshall University Wirtschaftswesen. Nach dem Tod seines Vaters wurde er Präsident des Unternehmens Bluestone Industries and Bluestone Coal Corporation. Sein Vermögen wurde 2024 auf über 500 Millionen US-Dollar taxiert.
2009 erwarb er das Hotel Greenbrier in der Stadt White Sulphur Springs im Greenbrier County.
Justice ist verheiratet, hat zwei Kinder und wohnt in Lewisburg.
Sein Erscheinungsbild wird von seiner überdurchschnittlichen Körpergröße von zwei Metern geprägt.

### Politik
Bis 2015 war Justice Mitglied der Republikanischen Partei, danach ließ er sich als Demokrat registrieren. Als Nachfolger von Earl Ray Tomblin gelang ihm gegen den republikanischen Gegner Bill Cole am 8. November 2016 der Sieg bei den Gouverneurswahlen in West Virginia. Er trat sein neues Amt am 16. Januar 2017 an. Am 3. August 2017 wechselte er zurück zur Republikanischen Partei.
Am 3. November 2020 wurde er für eine weitere vierjährige Amtszeit gewählt.
Im November 2024 trat Justice bei den Wahlen zum Senat für die Republikaner in West Virginia an. Er gewann gegen den Demokraten Glenn Elliott mit über 70 % der Stimmen. Beginn seiner Amtsperiode im Senat wäre der 3. Januar 2025 gewesen, seine Amtszeit als Gouverneur endete jedoch erst am 13. Januar. Folglich trat er sein Mandat in Washington, D.C. erst am 14. Januar an.